# فرنداتیس (سردار هخامنشی)
فرنداتیس (درگذشته ۴۶۶ پیش از میلاد) یک سردار هخامنشی بود که در نبرد یوریمدون به فرماندهی عالی نیروی زمینی منصوب شد. او در این جنگ کشته شد.